# Hernando Hoyos
Hernando Hoyos Bernal (ur. 21 czerwca 1921 w Líbano, zm. w 2000) – kolumbijski strzelec, olimpijczyk. Ojciec strzelczyni Alejandry.
Uczestnik Letnich Igrzysk Olimpijskich 1960, na których wystartował wyłącznie w pistolecie dowolnym z 50 m. Zajął 60. pozycję wśród 67 strzelców (odpadł w kwalifikacjach).

## Wyniki

### Igrzyska olimpijskie
| Igrzyska  | Konkurencja            | Wynik                  | Miejsce | Źródło      |
| --------- | ---------------------- | ---------------------- | ------- | ----------- |
| Rzym 1960 | Pistolet dowolny, 50 m | 319 pkt. (85–71–86–77) | 60      | [ 1 ] [ 2 ] |